# La Montre à remonter le temps
Pour plus de détails, voir Fiche technique et Distribution.
La Montre à remonter le temps (titre original : For All Time) est un téléfilm américain fantastique réalisé par Steven Schachter, diffusé en 2000. 
Il a pour thème le voyage dans le temps et s'inspire d'un épisode de la série La Quatrième Dimension : Arrêt à Willoughby (1960).

## Synopsis
Charles Lattimer, dessinateur publicitaire d'une quarantaine d'années marié à une femme carriériste très prise, est fatigué de la grande ville, des déplacements quotidiens en train, et des pratiques purement commerciales qu'exigent son poste. Alors qu'il marche dans la rue, il aperçoit une boutique d'antiquaire qui a ouvert ses portes le matin même. Dans la vitrine, une montre gousset gravée au motif d'un train à vapeur, attire son regard. Le vendeur, à l'attitude mystérieuse, la lui vend pour huit cents dollars. 
Charles prend le train pour rentrer chez lui, à Saint-Louis. Pendant le trajet, il ouvre le couvercle de la montre ; au même instant arrive le contrôleur du train, vêtu à l'ancienne, qui crie aux voyageurs : Prochain arrêt : Somerville !. Il s’arrête devant Charles qui reconnaît en lui l'antiquaire qui lui a vendu la montre. Mais celui-ci ne semble pas le reconnaître et lui demande s'il veut descendre à Somerville, une station inconnue. Charles regarde par la fenêtre et voit une charmante et paisible petite ville du XIXe siècle. Le contrôleur répète sa question, et Charles lui répond  qu'il ne veut pas descendre. Rentré chez lui, il pense qu'il s’est assoupi dans le train et que tout cela n'était qu'un rêve. 
Le lendemain, il se rend à la boutique de l'antiquaire, mais trouve porte close et une pancarte indiquant que le local est à louer. Après sa journée de travail, il prend le train comme à l'accoutumée. Il ouvre sa montre gousset, et voici que le même contrôleur arrive en s'écriant : Prochain arrêt : Somerville !. À nouveau, il s'approche de Charles et lui demande s'il veut descendre à cette station. Charles hésite, se lève et descend du train. Lorsqu'il se retourne, il voit partir non plus un train du XXIe siècle mais un train à vapeur. Il trouve un journal qui l’informe sur l'époque dans laquelle il se trouve : 1896...

## Fiche technique
- Titre français: La Montre à remonter le temps
- Titre original : For All Time
- Réalisateur : Steven Schachter
- Scénariste : Rod Serling, Vivienne Radkoff d'après La Quatrième Dimension, épisode Arrêt à Willoughby (1960)
- Producteur :
- Musique : Mader
- Montage : Peter Weatherley
- Effets spéciaux : James Paradis (CBS Animation)
- Directeur de la photographie : Edward J. Pei
- Société de production : Rosemont Productions International
- Pays d'origine : États-Unis
- Format : couleur — 1.33:1 — son stéréo
- Genre : fantastique sentimental
- Durée : 120 minutes
- Date de diffusion :  États-Unis : 18 octobre 2000

## Distribution
- Mark Harmon (VF : Philippe Peythieu) : Charles Lattimer
- Catherine Hicks (VF : Marie Vincent) : Kristen Lattimer
- Mary McDonnell : Laura Brown
- Brittany Tiplady : Mary Brown
- Philip Casnoff : Al Glasser
- Bill Cobbs : antiquaire / contrôleur
- Cody Brown (VF : Brigitte Lecordier) : Ryan